# Регионален исторически музей (Перник)
Вижте пояснителната страница за други значения на Регионален исторически музей.
Регионален исторически музей в град Перник, България.

## Местоположение
Музеят се намира в централната част на град Перник, улица „Физкултурна“ 2

## История
Създаден е на 29 април 1953 г. като музей на социалистическото строителство. През 1957 г. е открита първата експозиция. От 1959 г. прераства в Окръжен народен музей, а през 1968 г. се извършват административни и структурни промени и започва да се нарича Окръжен исторически музей. С решение номер 126 от 25 януари 2001 г. музеят става общински, а след постановление на министерски съвет от 07.04.2006 г. придобива статут на Регионален исторически музей.

## Музейна сграда
Днешната сграда на музея се превръща в такава на 03.03.1973 г. Преди това тя е функционирала като Минен театър и кино (30-40-те години на ХХ век) и като Дом на миньора до 1971 г. Перник става град през 1929 г. Дотогава е село със сериозен индустриален облик благодарение добива на кафяви каменни въглища. Пред 1892 г. се учредява държавното предприятие „Мини Перник“. От 1919 г. в Перник има минен професионален театър. През 1921 – 22 г. се построява сградата на театъра и в нея освен театрални постановки се прожектират и филми. От 1973 г. сградата на музея не е ремонтирана, а експозицията е свита наполовина, след като през 1991 г. Отпадат материалите за времето на тоталитаризма. Ето как изглеждат основните площи към музейната сграда експозиционни и спомагателни:
- експозиционни зали 1 и 2 етаж – 864.38 m²
- фондохранилища – 364.00 m²
- фоайета – 125 m²
- стълбища – 30.00 m²
- сервизни помещения – 158 m²
- киносалон с 220 места – 120 m²
- дирекция 32 m²

Застроената площ е общо 897 m²; разгърнатата площ на сградата е 1730 m², обема на сградата е 8500 куб.м.
Сграда за фондохранилище, лаборатория за консервация и реставрация и помещения за гости. Това е една сграда построена през 20-те години на ХХ век и е част от музейния комплекс, така както е проектиран през 70-те години пак на ХХ век. Днес в него се намират ателиета на пернишките художници, помещения за складове на музея и лабораторията за консервация и реставрация. Сграда е общинска собственост / сн. 4 / Проектирана е за фондохранилище, лаборатория и работни помещения /фондовици, художник, лаборатория/ през 1971 г. Общата застроена площ е 370 m², а разгърната площ е към 740 m².

## Експозиция
Има общоисторически характер със следните отдели: „Археология“ – двама уредници, „Етнография“ – един уредник, „Българска история XVI–XVIII в.“ (Възраждане) – един уредник, „Нова и най-нова история“ – един уредник, „Минно дело“ – един уредник, „Връзки с обществеността“ – един уредник, „Фондове“ – двама уредници и двама фондопазители.
Разполага с фотоателие и ателие за реставрация, в които работят двама служители. Има електротехник, строителен техник, домакин-касиер, счетоводител, чистач. Общо числеността на персонала е 18.5 бройки (в т.ч. и директор). Бюджетът варира от 50 до 70 млн. лв. в последните години (сумата е посочена в стари левове).
Експозицията на Историческия музей е открита през 1973 г., обновена е през 1978 г. Посетителите са около 11 хил. души годишно. В последните години се организират около 20 – 25 временни изложби годишно. Във фондовете се съхраняват 17 085 единици основен фонд и 37 833 единици спомагателен фонд – общо 54 918 единици. Оформени са следните колекции:
- керамика от древността до наши дни
- оръжието през вековете
- накити през вековете
- тъкани от Пернишко
- възрожденски икони
- вещи, документи и фотоси свидетелстващи за антифашисткото движение в Пернишкия регион
- Образци от развитието на Перник, като индустриален център на България